# Grundsund
Grundsund est une localité de Suède située dans la commune de Lysekil du comté de Västra Götaland. Elle couvre une superficie de 0,71 km2. En 2010, elle compte 627 habitants.